# 小越洋之助
小越 洋之助（おごし ようのすけ、1941年4月16日-　）は、日本の経済学者。学位は、経済学博士（國學院大學・1991年）（学位論文「日本最低賃金史研究」）。國學院大學名誉教授。

## 来歴
東京生まれ。1965年早稲田大学文学部社会学科卒、1974年同大学院商学研究科博士課程単位取得退学。國學院大學経済学部助教授、教授。1991年「日本最低賃金史研究」で國學院大学より経済学博士の学位を取得。2012年定年、名誉教授。

## 著書
- 『日本最低賃金制史研究』梓出版社 1987
- 『終身雇用と年功賃金の転換』ミネルヴァ書房 Minerva現代経済学叢書 2006

### 共編著・監修
- 『今日の賃金 財界の戦略と矛盾』監修 労働運動総合研究所編 新日本出版社 2000
- 『ナショナル・ミニマムの軸となる最賃制』黒川俊雄共著 大月書店 2002
- 『全国一律最賃制を軸としたナショナル・ミニマム 国民生活の最低限度を保障する制度の確立を』黒川俊雄共編著 ディノプリント出版会 2003
- 『年金の根本問題とその解決の道を考える どうする年金財源?最低保障年金とは?年金積立金の実態は?年金一元化とは?』飯塚和夫,久昌以明,渡辺穎助共著 あけび書房 2005
- 『全国一律最低賃金制をテコとする国民生活の最低限保障 ナショナル・ミニマム』黒川俊雄共監修 共同企画ヴォーロ 2006
- 『国民的最低限(ナショナル・ミニマム)保障 貧困と停滞からの脱却』増田正人,黒川俊雄,真嶋良孝共著 大月書店 2010
- 『デフレ不況脱却の賃金政策』監修 労働運動総合研究所編 新日本出版社 2012
- 『公務員改革と自治体職員 NPMの源流・イギリスと日本』黒田兼一共編 自治体研究社 2014
- 『どうする自治体の人事評価制度 公正、公開、納得への提言』黒田兼一,榊原秀訓共著 自治体研究社 2015

## 論文
- 小越洋之助